# Mierki

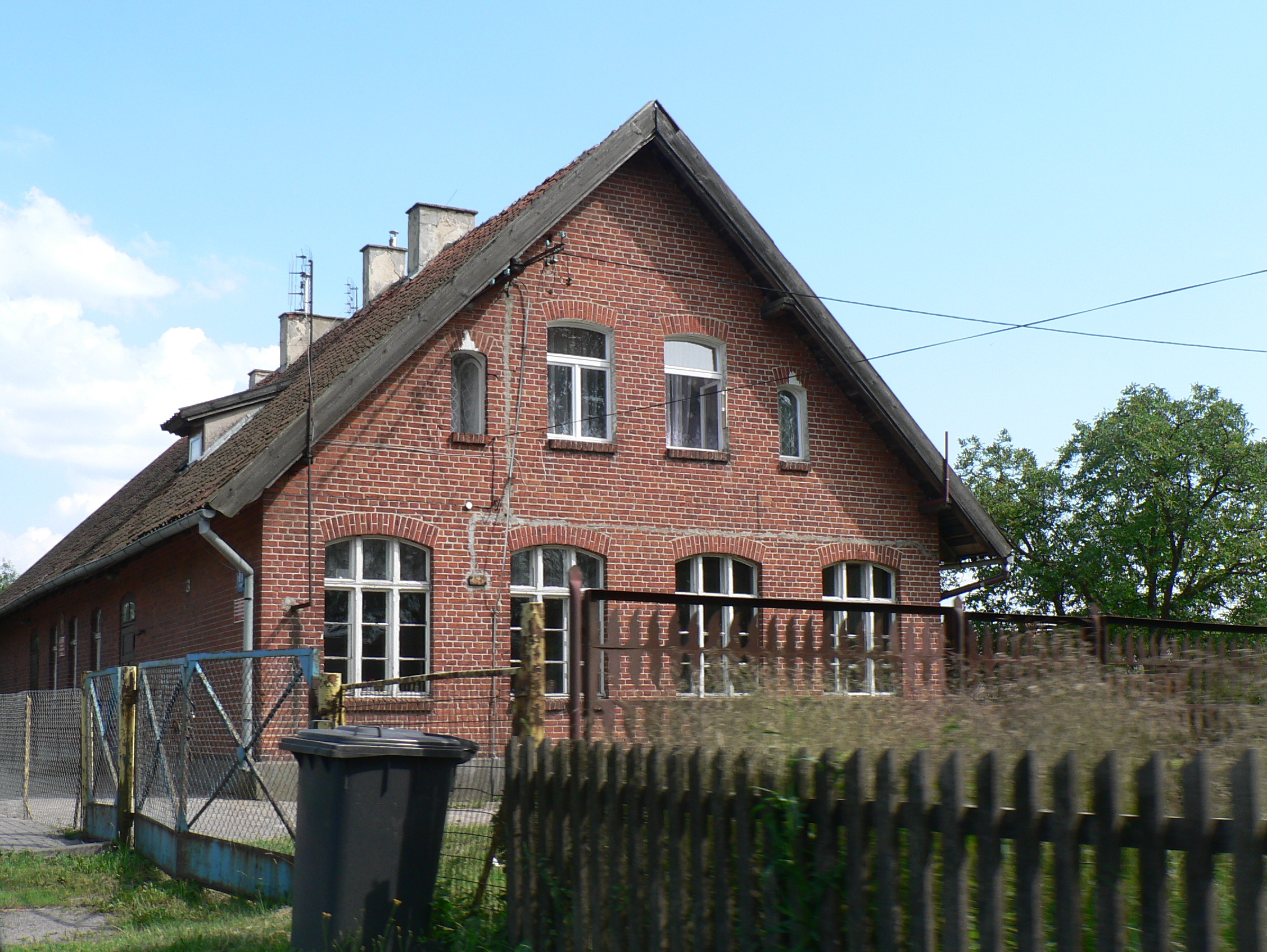
Szkoła w Mierkach

Mierki (dawniej niem. Mörken) – wieś w Polsce położona w województwie warmińsko-mazurskim, w powiecie olsztyńskim, w gminie Olsztynek.
W latach 1954–1957 wieś należała i była siedzibą władz gromady Mierki, po jej zniesieniu w gromadzie Olsztynek. W latach 1975–1998 miejscowość administracyjnie należała do województwa olsztyńskiego.
Wieś położona na Mazurach, na wschód od Olsztynka, przy drodze nr 58, ma charakter owalnicy, od której wiodą drogi boczne. Wieś otoczona jest sosnowymi lasami, w części założonymi na gruntach porolnych. Położona w krajobrazie rolniczym, z polami, łąkami i pastwiskami. Zadrzewienia występują w samej wsi, przy drogach (aleje), jak i w formie zadrzewień śródpolnych. Przy zagrodach zagospodarowane tereny zieleni, często ogrody z różnorodnym składem gatunkowym. W pobliżu wsi znajduje się Jezioro Pluszne. Obecnie jest to w dużym stopniu miejscowość turystyczna z ośrodkami wypoczynkowymi. Nad Jeziorem Plusze znajduje się „Kormoran”, Ośrodek Kancelarii Prezesa Rady Ministrów (wcześniej własność KC PZPR).
We wsi znajdują się: szkolny punkt filialny, świetlica, boisko sportowe, klub, remiza strażacka. We wsi istnieją dwie stolarnie, zakłady: murarski, kamieniarski, produkcji opakowań i sztućców jednorazowego użytku, szklarnia, firma zajmująca się produkcją opakowań jednorazowych „Martex”, dwa sklepy (w tym jeden spełniający funkcję baru). Atrakcją jest również stadnina koni.
Wieś leży w odległości 2 km na wschód od Olsztynka przy szosie prowadzącej do Szczytna, na rozległej, otwartej przestrzeni. Przez Mierki prowadzi asfaltowa szosa nr 603, wiodąca do licznych ośrodków wypoczynkowych, rozlokowanych w pięknych okolicach wschodniej części gminy.

## Historia
W czasach krzyżackich wieś pojawia się w dokumentach w roku 1343, podlegała pod komturię w Olsztynku, były to dobra krzyżackie o powierzchni 80 włók. W czasie wojny polsko-krzyżackiej, w 1410 r. uległa zniszczeniu. W roku 1343 komtur ostródzki, Heinrich Meytz, lokował wieś czynszową na prawie chełmińskim na 80 łanów ziemi z 10. letnim okresem wolnizny (zwolnienia od czynszu). Mierki było kilkakrotnie niszczone w czasie wojen polsko-krzyżackich w XV i XVI wieku. W latach 1709–1711 nawiedziła wieś epidemia dżumy. W 1807 r. wojska francuskie zniszczyły 29 gospodarstw.
Szkoła wiejska powstała w 1855 roku. W 1891 r. mieszkało we wsi 529 osób. W czasie pierwszej wojny światowej, w dniach 28-29 sierpnia 1914 roku, w okolicach wsi toczyły się ciężkie walki pomiędzy wojskami rosyjskimi i niemieckimi. W czasie walk spalonych zostało 20 domów, 11 obór i 9 stodół. Po bitwie w środku wioski pochowano 183 poległych żołnierzy niemieckich i 213 rosyjskich. Po tym cmentarzu pozostał obecnie jedynie duży kamień z zatartym napisem.
W 1939 roku mieszkało w Mierkach 557 osób. W tym czasie była tu szkoła, karczma, sklep, poczta, stolarnia, kuźnia, dzwonnica i dwa cmentarze.
W 1997 roku w 59 domach mieszkało 358 osób. W 2005 r. wieś miała 377 mieszkańców.

## Zabytki
W architekturze zabudowa charakterystyczna dla Warmii, obecność architektury charakterystycznej dla Warmii w miejscowości leżącej na Mazurach wynika z faktu, że Mierki leżą na pograniczu tych regionów. Do ciekawych obiektów należą:
- Cmentarze, wojenny z dużym kamieniem pamiątkowym, z zatartym napisem.
- Cmentarz ewangelicki